# Tony Brooks (coureur)
Charles Anthony Standish Brooks (Dukinfield, Cheshire, 25 februari 1932 – Londen, 3 mei 2022) was een Brits Formule 1-coureur. 

## Levensloop
Tijdens zijn studie tandheelkunde aan de universiteit van Manchester kreeg hij in 1955 de kans om in een Connaught type B deel te nemen aan de Syracuse Grand Prix. Met deze auto won hij de wedstrijd en versloeg hij het sterke Maseratiteam. Hij vestigde ook een nieuw ronderecord. Het was zijn eerste race in een hedendaagse Formule 1-auto en het was de eerste GP-overwinning voor een Britse coureur in een Britse auto in 31 jaar. Brooks kreeg hierdoor de bijnaam The Racing Dentist.
Brooks maakte zijn debuut voor BRM tijdens de Britse Grand Prix van 1956, waarna hij in 1957 en 1958 voor Vanwall en Cooper reed. In 1959 werd Brooks coureur voor Ferrari en kwam hij dicht bij het winnen van de wereldtitel. Hij beëindigde zijn carrière in 1961 bij BRM met een derde plaats tijdens de allereerste Grand Prix van de Verenigde Staten in Watkins Glen. In totaal won hij zes Grands Prix en stond tien keer op het podium, in achtendertig gestarte races.

## Privéleven en overlijden
Brooks was getrouwd en had vijf kinderen. Hij overleed op 90-jarige leeftijd.
- Gemeinsame Normdatei: 1256851922
- International Standard Name Identifier: 0000 0000 3944 470X
- Library of Congress Control Number: nb2006004458
- Nederlandse Thesaurus van Auteursnamen: 322634717
- Virtual International Authority File: 73374701
- WorldCat: E39PBJvCQHMD6VYXqQMP7dTyh3